# 片马镇
片马镇是中国云南省怒江傈僳族自治州泸水市下属的一个镇，位于高黎贡山西坡，西、南、北三面与缅甸克钦邦接壤，东与鲁掌镇相连。「片马」一词来自景颇语，意为“木材堆积的地方”。片馬地區是從緬甸進入西藏、雲南、四川的要道。

## 历史
片马地区在歷史上多屬云南地方政权的管辖之下。1684年（南明永曆二年），正式划归永昌府，属永昌府登埂土司辖地。清朝末年，英国同清政府驻英公使薛福成于1894年签订《中英续议滇缅界务商务条款》，1897年又再次签订《中英滇缅界务商务条续议附款》。1898年，英政府照会清廷总理衙门，言中国政府不得干预高黎贡山西境地方事务，1904年提出以高黎贡山分水岭为界进行「中缅边境划界」。
1900年2月3日（光绪二十六年），英军千餘人试图占领片马，但是遭到当地土司守备左孝臣的抵抗，左孝臣战死，是为“片马事件”的开始。事件发生后，腾越总兵张松林派部往援，英军撤回缅甸。1905年3月7日，英国驻腾越领事列敦与中方代表腾越关道石鸿韶会勘两地边界；列敦表示承认片马地区中国主权，但提出以1,500银元「永久承租」，遭到石的拒绝。
1910年12月3日，英国当局趁高黎贡山大雪封山之际，派密支那府官赫兹上校率兵2000人，军马1000余匹，越野人山，1911年1月4日进据片马。随着在上片马建筑军营，并分兵占领岗房、古浪，烧毁片马汉学堂，赶走了教师姜光耀。怒江西岸的总土司段浩向云贵总督李经羲电告英军占领片马。段浩被清政府任命为“腾（冲）永（昌）云（龙）泸（水）等属乡兵事务所”所长，督练乡兵。清政府下令逮捕“守土失职”的登埂土司段浍入狱，命泸水等地各土司守土抗敌。泸水六库等五土司积极响应，组织起一支以土司兵为骨干的司属土练武装队伍，人数共400余人，号称“弓弩队”。宣统三年（1911年）一月，正值片马丫口冰雪消融之时，“弓弩队”在六库土司段浩等指挥下，将400余人平均分为二队向片马进击：
- 南路由片马丫口强行佯攻。英军占领这里后，已在两高地上构筑了防御工事。南路进攻丫口英军的200余名“弓弩队”在六库土司段浩率领下，由古炭河直插片马丫口。段浩机指挥“弓弩队”由丫口两翼，利用森林向敌阵地迂回。英兵已全部进入丫口阵地，当“弓弩队”向敌发起冲锋时，被英军集中火力射击，当即伤亡练丁数名。“弓弩队”顽强地用火枪和弩箭反击敌人，但因火器明显落后于敌人，并且敌已据险扼守，“弓弩队”终不能取胜，段浩迫不得已，下令全部撤退，进攻丫口失利。
- 北路由称戛自八丫口穿插迂回片马。进攻片马丫口失利后的次日凌晨，段浩率兵攀上称戛自八丫口。与此同时，英军巡逻队军官吾库爬抵丫口。段浩等率先指挥“弓弩队”占领丫口阵地，张弓射敌，射中英巡逻队军官眼睛，在这突然袭击面前，英巡逻队撤离阵地向山下逃跑。“弓弩队”士气大振，一鼓作气，将英军巡逻队赶回了巴吾库营地。后来，突入片马的“弓弩队”与原在这里坚持斗争的蓑衣队汇合，他们积极利用夜幕和地形，不断用夜袭、断水、投毒等方法骚扰敌人。使英军处处受敌，不得不退守军营。

英军的行径遭到清政府抗议和世界舆论谴责，同时在片马又遭段浩等人的反抗，被动挨打，不得不在3月份撤出片马。英国政府在1911年4月10日给当时中国政府的照会中，正式承认片马、岗房、古浪属于中国，但却继续占领该地区。辛亥革命后的1912年，云南陆军第二师师长李根源赴片马等地勘查，电告蔡锷，请改六库等五土司地为泸水行政委员区，并推荐段浩暂为统领。李还赠段浩“捍卫边徼”的匾额。此后，英国在片马设立官吏进行实际管理，但中国政府一直未予承认。
1941年，英国於中国對日抗战陷入困难时期，以关闭滇缅公路为威胁，与中国政府签订了边界换文，将对片马的占领合法化。但是具体界限尚未勘定时，太平洋战争爆发，日军占领缅甸，並同時入侵云南西部，片马也被占领。
1944年5月17日，中国军队收复片马，但不久後在英方压力下退出。1948年缅甸独立后接管片马。1960年1月28日，中、缅签订《中缅边界协定》，中国放弃对猛卯三角地的主权，换取缅甸政府同意将片马、古浪、岗房地区及班洪，班老等地区划归中国；6月4日，缅方将该地区正式归还中国。
此后，片马与古浪、岗房地区一道建立片古岗特区。1966年撤销特区，成立片马公社，划归泸水县管辖。1984年改称片马区。1986年改为乡，1995年撤乡建片马镇。

## 地理
片马镇面积约为153平方公里，国境线全长64公里，镇政府海拔1,897米，下辖片马、古浪、岗房、片四河4个村委会和景朗居委会，共有12个村民小组，邮政编码是673200。片马居民有景颇族、傈僳族、白族、汉族等民族；2005年常住人口1,740人，流动暂住人口最高时候4万多人，平常2万多人。
片马位于高黎贡山南部西坡，地层以变质花岗岩为主，遇强烈降水易形成泥石流。2004年7月18日，片马遭受大型泥石流灾害，14人死亡或失踪，13人受伤，1,012人无家可归。全镇交通、水电等公共服务设施全部瘫痪，16,000人以上受到影响，直接经济损失达9522.07万元人民幣，间接经济损失17,710万元人民幣。

## 行政区划
片马镇下辖以下地区：
景朗社区、片马村、片四河村、古浪村和岗房村。

## 经贸
片马鎮是中、缅两国间最大的陆路贸易口岸，属国家二级边境口岸，物产丰富，号称“片马无穷山”。2005年人均生产毛额達1,269元人民币。
片马鎮距离缅甸北部中心城市密支那公路全程192公里，是云南省各口岸中距离密支那最近的。由于缅甸北部地区日用品自给率大约仅为30%，同时又存有大量未开发的自然资源和矿产资源，与云南地区的经济形成了强烈的互补性，因此片马鎮的贸易日趋繁荣。

## 旅游
片马鎮地处三江并流风景带中，景色优美；镇区、高黎贡山和听命湖为主要旅游景点。到该地的旅客以探险旅游、边境旅游和特产采购为主。